# Grau de um polinômio
O grau de um termo de uma variável em um polinômio é o expoente dessa variável nesse termo.
Por exemplo, em 2x³ + 4x² + x + 7, o termo de maior grau é 2x³; esse termo, e portanto todo o polinômio, é dito ser de grau 3.
Em polinômios de duas ou mais variáveis, o grau de um termo é a soma dos expoentes das variáveis nesse termo; o grau do polinômio, novamente, é o maior grau. Por exemplo,o polinômio x²y² + 3x³ + 4y tem grau 4, o mesmo grau que o termo x²y².
O polinômio 2x²+3y¹ é um polinômio de 2º Grau.

## Comportamento sob operações com polinomios

### Comportamento sob a adição
O grau da soma (ou diferença) de dois polinômios é menor ou igual ao maior dos dois graus:
{\displaystyle \deg(P+Q)\leq \max(\deg(P),\deg(Q)).}
{\displaystyle \deg(P-Q)\leq \max(\deg(P),\deg(Q)).}
Por exemplo,
- O grau de {\displaystyle (x^{3}+x)+(x^{2}+1)=x^{3}+x^{2}+x+1} é 3. Note que 3 ≤ max(3, 2)
- O grau de {\displaystyle (x^{3}+x)-(x^{3}+x^{2})=-x^{2}+x} é 2. Note que 2 ≤ max(3, 3)